# Ablepharus darvazi
Ablepharus darvazi es una especie de lagartos escincomorfo de la familia Scincidae.

## Distribución geográfica
Es endémico de Tayikistán.

## Taxonomía
Fue descrita en 1990 por Valery Konstantinovich Yeriomtschenko y Alexander M. Panfilov. Recibe su nombre en referencia a la montaña Darvaz, en Tayikistán.